# 膳奉行
膳奉行（ぜんぶぎょう）は、江戸幕府における職名の1つ。将軍に供する食膳や菓子を管掌する職で、将軍が口にする食事の試食も行った。

## 概要
若年寄支配で、200俵高。城中では土圭の間に詰める。200石から350石の家格の者から選ばれ、役料200俵も支給された。人員は2人から5人で、一定していなかった。
台所へ食料品を供給する御賄頭（まかないがしら）や、将軍の食事調理担当の御膳所御台所頭などと食膳や菓子、将軍の好みの品などについて掛け合い、相談をする役目を負った。
賄方見廻役や同心番人が配下につけられており、また西の丸や二の丸にも膳奉行が置かれていた。

## 沿革
この職は、慶長19年（1614年）、大坂の役の折、茶臼山で伊達政宗からの進言を受けた初代将軍・徳川家康が設置した。
寛永・寛文年間の頃までは「鬼取（おにとり）役」と呼ばれていた。「おにをする」というのは「御煮嘗（おになめ）」「鬼喰（おにぐい）」とも言い、「貴人の食事を試食すること」の古い言い回しである。徳川幕府は、命とは戦や仕事に賭けるべきであって美食などに賭けるべきではないという方針から、武士の食中毒に対する罰則を設けていたので、大名だけでなく将軍にもことさらに食事に毒見を必要としていた理由があった。
元禄5年（1692年）5月に家禄300石以下の者には役料100俵、享保8年（1723年）6月には家禄の高に関わらず200俵支給と決められる。
膳奉行にはそれまで三河以来の旗本が任命されていたが、文政年間からはそれ以外の者も奉行職に就くようになった。
元治元年（1864年）に廃止され、奉行は勤仕並寄合もしくは勤仕並小普請に編入、小納戸役が膳奉行の職務を兼職することとなった。